# Гильом VI (герцог Аквитании)
Гильом VI Толстый (фр. Guillaume le Gros; 1004—15 декабря 1038, Пуатье) — герцог Аквитании и граф Пуату (под именем Гильома IV) из рода Рамнульфидов в 1030—1038 годах.

## Биография

### Правление
Гильом VI был сыном герцога Гильома V Аквитанского от первого брака. После смерти отца и восшествия на престол Аквитании Гильом VI постоянно подвергался нападкам и конфликтовал с бывшей, третьей по счёту, женой отца и его вдовой Агнесой Бургундской, в 1032 году вышедшей вторично замуж за графа Анжу Жоффруа II Мартела. По наущению Агнесы Жоффруа II потребовал у Гильома VI передачи Сентонжа. В начавшихся после этого военных действиях Гильом был побеждён и в битве при Монконтуре попал в плен. Он был выпущен на свободу лишь спустя три года в обмен на города Бордо и Сент. Сразу после своего освобождения Гильом VI вновь начал войну с графом Анжуйским, однако опять был разбит и вынужден был уступить ему ещё и остров Олерон в Бискайском заливе. В годы своего правления Гильом VI назначил в город Пуатье первого в его истории прево, положив таким образом основу для местного городского управления.

### Семья
Гильом VI был женат на Эсташ де Монтрёй-Белле, однако в этом браке детей у него не было. Скончался в Пуатье и похоронен в аббатстве Мальезе. Герцогский титул после него наследовал его брат Эд.